# Skinamarink
Ne doit pas être confondu avec le livre de Guillaume Musso : Skidamarink.
Pour plus de détails, voir Fiche technique et Distribution.
Skinamarink (The House) est un film d'horreur expérimental canadien, écrit et réalisé par Kyle Edward Ball, sorti en 2022. 
Il s'agit du premier long métrage du réalisateur,,.

## Fiche technique
Sauf indication contraire, les informations mentionnées dans cette section peuvent être confirmées par les bases de données cinématographiques IMDb et Allociné,  présentes dans la section « Liens externes ».
- Titre original : Skinamarink
- Titre français : The House
- Réalisation : Kyle Edward Ball
- Scénario : Kyle Edward Ball
- Production : Dylan Pearce
- Photographie : Jamie McRae
- Montage : Kyle Edward Ball
- Sociétés de production : Mutiny Pictures, ERO Picture Company
- Sociétés de distribution : BayView Entertainment (en) (États-Unis), Independent Film Company (États-Unis), Shudder (en) (VOD, États-Unis)
- Budget : 15 mille dollar
- Pays de production :  Canada,  États-Unis
- Langue originale : anglais
- Format : couleur — 2,39:1
- Genre : horreur, expérimental
- Durée : 100 minutes
- Dates de sortie[4] :
  - Canada : 22 juillet 2022
  - États-Unis : 4 novembre 2022
  - France : 6 mai 2023
- Classification :
  - Canada: PG (Avertissement parental)
  - États-Unis : Pas de classification
  - France : tous publics avec avertissement lors de sa sortie en salles.
  - Québec : 13+

## Distribution
- Lucas Paul :  Kevin
- Dali Rose Tetreault : Kaylee
- Ross Paul : Dad
- Jaime Hill : Mom